# Estaño Palmito
Estaño Palmito es una localidad boliviana perteneciente al municipio de Chimoré, ubicado en la Provincia de Carrasco del Departamento de Cochabamba. En cuanto a distancia, Estaño Palmito se encuentra a 228 km de la ciudad de Cochabamba, la capital departamental, a 19 km de Senda F y a 34 km de Chimoré. 
Según el último censo de 2012 realizado por el Instituto Nacional de Estadística de Bolivia (INE), la localidad cuenta con una población de 1080 habitantes y está situada a 195 metros sobre el nivel del mar.

## Demografía

### Población de Estaño Palmito
| Año  | Población | Fuente                  |
| ---- | --------- | ----------------------- |
| 1992 | 590       | Censo boliviano de 1992 |
| 2001 | 783       | Censo boliviano de 2001 |
| 2012 | 1080      | Censo boliviano de 2012 |

## Educación
Estaño Palmito cuenta con instituciones educativas:
1. Colegio Técnico Humanístico Dionisio Morales (Secundaria)